# Santa María de Kamalen
Santa María de Kamalen, también conocida como Nuestra Señora del Camarín y popularmente como Dulce Nombre de María, es una advocación mariana asociada a una imagen de la Virgen tallada en madera y marfil la cual es venerada como patrona de Guam.
Custodiada en la Catedral basílica del Dulce Nombre de María, el papa Juan Pablo II mencionó a Santa María de Kamalen durante una visita apostólica el 22 de febrero de 1981.

## Historia
Según el plato de acero oxidado situado en la base de la estatua, se cree que la imagen fue traída por los españoles en el galeón de Manila Nuestra Señora del Pilar de Zaragoza y Santiago, el cual naufragó el 2 de junio de 1690 en la Isla Cocos (al parecer los marineros a bordo del barco tenían por costumbre reunirse en torno a la imagen y entonar la Salve Regina).
La tradición sostiene que alrededor de 1673 un pescador encontró la estatua en Babang, una bahía situada entre Merizo y Cocos. El hombre se sumergió en el agua para rescatar la talla, pero cada vez que se acercaba a ella esta retrocedía. Confuso, acudió al sacerdote de la localidad en busca de ayuda; este le pidió que se vistiese con su ropa de domingo e intentase coger la imagen nuevamente, no teniendo el pescador esta vez ningún problema para sacar la estatua del agua. Otra versión sostiene que el hombre vio a la Virgen flotando y acompañada de dos cangrejos dorados los cuales portaban cada uno una vela encendida entre sus pinzas. El pescador lanzó su red hasta en dos ocasiones para atraparla, pero cada una de las veces la red resbaló por la imagen y cayó al agua. Sintiéndose avergonzado por no llevar camisa en presencia de la Virgen, fue a casa a vestirse y, tras regresar e intentar capturar la imagen con su red una tercera vez, pudo al fin rescatar la estatua. Este hecho sería interpretado posteriormente como un milagro por los nativos de la zona, pasando la imagen a ser conocida como Nuestra Señora de los Cangrejos.
Cuando el hombre regresó a Agaña para cumplir dos meses de servicio en la milicia, llevó consigo la estatua y la depositó en un camarín (en chamorro: kamalen) en las barracas principales, aún en construcción, motivo por el que la talla empezó a ser conocida como Nuestra Señora de las Barracas, Nuestra Señora del Camarín y Nuestra Señora de Kamalen. Posteriormente fue nombrada patrona de la milicia local y emplazada en la capilla de las barracas tras el fin de su construcción en 1736. Festejada cada 8 de diciembre, la imagen sería venerada allí hasta la disolución de la milicia en 1884 como consecuencia de la participación de varios de sus miembros en el asesinato del coronel y gobernador de las islas Marianas Ángel de Pazos y Vela-Hidalgo, pasando a ser custodiada en la actual Catedral basílica del Dulce Nombre de María.
En 1902, la catedral sufrió graves daños a causa de un terremoto. Pese a que varias de las estatuas del templo resultaron afectadas, la talla de Santa María de Kamalen fue hallada intacta en el suelo por el padre José Palomo. Así mismo, la imagen logró salvarse del bombardeo de Guam el 8 de diciembre de 1941 gracias a que el padre Jesus Baza Duenas (quien moriría decapitado por los japoneses tras la reconquista de Guam por parte de Estados Unidos) había trasladado varias de las reliquias de la catedral hasta la casa de la familia Torres, donde la talla quedó bajo el cuidado de Mariquita «Tita» Torres. Los japoneses ordenaron que todos los objetos pertenecientes a la catedral fuesen devueltos; ante la pregunta de un soldado por la imagen de la Virgen, «Tita» respondió que la misma pertenecía a su familia y que solo era prestada en ocasiones especiales, dato corroborado por el propio padre Baza. La talla fue posteriormente conducida a un rancho cerca de Tiyan propiedad de la familia Torres, quien la guardó en refugios antiaéreos con el fin de evitar su destrucción. Tras el regreso de los americanos a Guam, estos bombardearon la capital y zonas aledañas, logrando la estatua salvarse milagrosamente. Con posterioridad, «Tita» se convertiría en camarera de la Virgen, siendo sucedida en el cargo por su hija tras su muerte en 2002.

## Descripción
La talla, de aproximadamente 73 cm de altura y cerca de 22 kilos de peso, está realizada en madera de molave (considerada la mejor de Filipinas) a excepción de la cabeza y las manos, las cuales están talladas en marfil, siendo la peluca de cabello natural y la vestimenta de color rosa, azul y dorado. A sus pies destaca una media luna plateada sobre una nube dorada ornamentada con las cabezas aladas de tres ángeles. La talla posee así mismo dos coronas, una de ellas realizada con piezas de oro donadas por Ana Martínez Underwood en agradecimiento por el regreso de su esposo, quien le había dado las joyas como regalo de bodas, de un campo de prisioneros tras el fin de la Segunda Guerra Mundial.
En 1948, la estatua fue llevada a Filipinas por disposición del padre Oscar L. Calvo para ser restaurada por el artista Máximo Vicente, quien también restauró el Cristo Negro de Quiapo, Manila. Vicente identificó el tipo de madera del que está hecha la talla y certificó que databa de la misma época que las imágenes más antiguas de Filipinas.

## Robos
La estatua fue robada en tres ocasiones a lo largo del siglo xx. El primer robo se produjo el 19 de mayo de 1968. La policía condujo una búsqueda exhaustiva, reuniéndose los fieles en torno al nicho vacío en el que se custodiaba a la Virgen para rezar por su devolución. Las autoridades tomaron huellas dactilares las cuales enviaron a Japón para su análisis, siendo la imagen finalmente devuelta y la identidad del responsable o responsables mantenida en secreto por disposición del obispo Apollinaris Baumgartner, quien había prometido que nadie sería arrestado y que el retorno de la talla sería confidencial. El segundo robo tuvo lugar el 3 de mayo de 1971; la policía solicitó la devolución de la estatua bajo la premisa de que nadie sería detenido, siendo la imagen restituida dos semanas después.
El tercer y último robo se produjo el 28 de diciembre de 1992. El arzobispo Anthony Apuron prometió que nadie sería arrestado, siendo la imagen hallada el 3 de febrero de 1993 por el empleado público Juan C. Perez, quien declaró que hacia las 9:45 horas de aquel día, mientras cortaba unos arbustos en el parque Serena, en Agaña, vio una bolsa moverse. Creyendo que podía tratarse de una serpiente, cogió un palo y un machete; al acercarse vio salir una mano y escuchó una voz que le pedía ayuda. Tras desatar el nudo que cerraba la bolsa pudo comprobar que se trataba de la imagen de la Virgen, la cual se encontraba en buenas condiciones, aunque le faltaban el collar y la corona.
Actualmente, con el fin de prevenir nuevos robos, en el pedestal sobre el que se encuentra el nicho con la imagen se halla instalada una alarma, contando el templo con un cuidador. Del mismo modo, detrás del nicho hay tres paneles de puertas cerradas, accesibles únicamente mediante una escalera situada a la entrada de la rectoría.

## Veneración

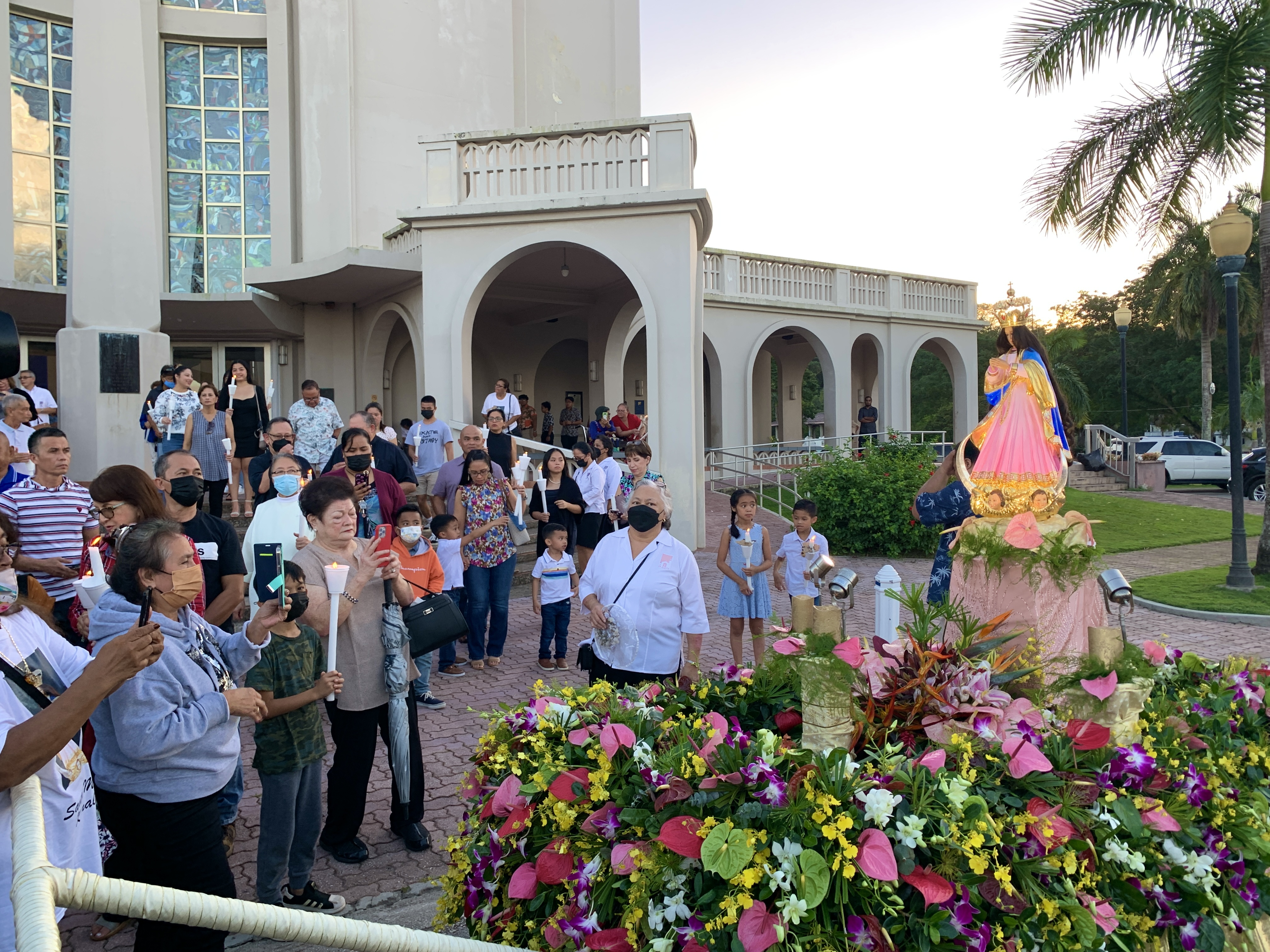
El dia de Santa Maria de Kamalen

La imagen es sacada en procesión sobre una carroza decorada con flores el 8 de diciembre, día en que se celebra la Inmaculada Concepción, con el fin de cumplir las promesas realizadas tras los terremotos de 1825 y 1834. La talla original, sacada en procesión únicamente durante su festividad, se halla suspendida a 4,5 metros sobre el altar mayor, ubicándose en la catedral una réplica para pública veneración la cual es procesionada el resto del año.